# Ranxeria Big Lagoon
La ranxeria Big Lagoon és una tribu reconeguda federalment d'amerindis yuroks i tolowa. Està situada al comtat de Humboldt (Califòrnia), i la seu tribal es troba a Arcata.

## Govern
La tribu va ser reconeguda per primera vegada pel govern federal dels Estats Units el 10 de juliol de 1918. La inscripció tribal enrollment es basa en un quàntum de sang mínim d'1/8 i descendència lineal del Pla de Distribució dels Actius de la Ranxeria Big Lagoon, creat el 3 de gener de 1968. La tribu té 24 membres registrats.

## Reserva
La ranxeria Big Lagoon fou establida en 1918. Té una superfície de 20 acres (81.000 metres quadrats) i és adjacent al Big Lagoon, un bell canal, situat 48 kilòmetres al nord d'Eureka (Califòrnia). També es troba adjacent a la comunitat no incorporada de Big Lagoon. Vuit famílies resideixen a la reserva. La tribu ha estat capaç de millorar les instal·lacions locals d'aigua i el sistema de carreteres en la reserva.

## Desenvolupament econòmic
A causa de l'ambient d'alta sensibilitat de la reserva, la tribu ha acordat amb l'Estat de Califòrnia que no es desenvolupi la reserva. En canvi, la tribu s'ha associat amb la Banda Los Coyots d'indis cahuilla i cupeño d'explotar el Barstow Casino and Resort a Barstow (Califòrnia).
L'històric Hotel Arcata a Arcata és propietat i és explotat per la ranxeria Big Lagoon.